# 쥬랜더 리턴즈
《쥬랜더 리턴즈》(영어: Zoolander 2)은 2016년 공개된 미국의 코미디 영화로, 2001년 영화 《쥬랜더》의 속편이다.

## 출연
- 벤 스틸러 - 데릭 쥬랜더
- 오언 윌슨 - 핸절 맥도널드
- 윌 페럴 - 자코빔 무가투
- 페넬로페 크루스 - 발렌티나 발렌시아
- 크리스틴 위그 - 알렉사냐 아토스
- 프레드 아미슨 - VIP
- 카일 무니 - 돈 아타리
- 밀라 요보비치 - 커틴커
- 크리스틴 테일러 - 머틸다 제프리스 유령
- 저스틴 서룩스 - 나쁜 디제이
- 네이선 리 그레이엄 - 토드
- 사이러스 아널드 - 데릭 쥬랜더 주니어
- 빌리 제인 - 본인
- 스팅 - 본인
- 존 데일리 - 필리포 요원
- 베네딕트 컴버배치 - 올
- 벡 베넷 - 제프 마일
- 제리 스틸러 - 모리
- 케이티 페리 - 본인
- 닐 디그래스 타이슨 - 본인
- 토미 힐피거 - 본인
- 나오미 캠벨 - 본인
- 조던 던 - 나탈카
- 아리아나 그란데
- 크리스티나 헨드릭스
- 존 말코비치 - 채즈 스펜서 역
- 키퍼 서덜랜드
- 미카
- 스크릴렉스
- 수전 보일
- 에이셉 라키
- MC 해머
- 애나 윈터
- 마크 제이콥스
- 알렉산데르 스카르스고르드 - 아담
- 칼리 클로스 - 이브
- 케이트 모스
- 알렉산더 왕
- 발렌티노 가라바니
- 케이티 커릭 - 본인
- 크리스티안 아만푸어
- 제인 폴리
- 내털리 모랄레스
- 솔레다드 오브라이언
- 돈 레먼
- 맷 로어
- 앤디 딕
- 윌리 넬슨
- 수전 서랜던